# Revista Brasileira de Estudos Políticos
A Revista Brasileira de Estudos Políticos é uma revista de circulação semestral editada pela Faculdade de Direito da UFMG desde 1956. Segundo Raul Machado Horta ela é:
``...uma revista universitária, para difundir as idéias, as doutrinas e as pesquisas que têm no fenômeno do Estado e do Poder o centro de suas preocupações fundamentais.´´
Para Almeida (1988):`` desenvolvem-se ... no período militar, núcleos de pesquisa acadêmica em vários centros universitários do País, sendo que algumas revistas eram financiadas pelo próprio establishment de apoio educacional. A Revista Brasileira de Estudos Políticos, fundada em 1956 e publicada pela UFMG, abrigou eventualmente em suas páginas contribuições sobre a política externa brasileira por acadêmicos de projeção (Celso Lafer, por exemplo). É na RBEP que foi originalmente publicado um dos textos "fundadores" — em termos conceituais — da nova política externa brasileira da segunda fase do regime militar, "O Congelamento do Poder Mundial", de J. A. de Araújo Castro (nº 33, janeiro de 1972) ...´´
Foi fundada em 1956 pelo professor Orlando Magalhães Carvalho, e editada por ele até sua morte em 1998. Em 2003 a Revista Brasileira de Estudos Políticos passou para a responsabilidade do Programa de Pós-Graduação em Direito da Faculdade de Direito da UFMG, sendo publicada até hoje.
Ela conta com 96 volumes publicados (87 publicados até 1998, e 9 de 2003 em diante) com circulação de 1500 exemplares (sendo cerca de 800 para bibliotecas e estudiosos estrangeiros). É uma das mais importantes publicações na área de ciência política no Brasil e no mundo.